# JMule
JMule es un cliente de código abierto de intercambio de escritos en Java de redes eDonkey2000. JMule se encuentra bajo los términos de la GNU General Public License, se basa en la plataforma Java y requiere un mínimo de Java SE 6.0 para operar. A un nivel más general, este es un proyecto que intenta lograr varios objetivos a la vez. Por ahora el cliente tiene interfaces de usuario Swing y SWT, pero pronto se prevé implementar más interfaces. El nombre "JMule" viene de una "J" (Java) y una "mula" (como eMule o aMule).

## Desarrollo
JMule está bajo un desarrollo activo sobre todo usando software de código abierto. El principal IDE es Eclipse con plug-in AspectJ plugin que se ejecuta en  Ubuntu Linux. El código fuente se almacena en un repositorio Concurrent Versions System (CVS) proporcionado por SourceForge.net. El equipo de JMule libera compilaciones nocturnas del software, pero no regularmente. Actualmente, la prioridad del desarrollo se centra en Kad DHT (red Kad) e infraestructura de red.